# Éva Kun
Éva Kun , później Haab (ur. 7 listopada 1917, zm. 2 kwietnia 1982 w Toronto) – węgierska florecistka.

## Życiorys
Uczestniczyła w letnich igrzyskach olimpijskich w 1948 roku. Zdobyła srebrny medal w konkurencji drużynowej florecistek na mistrzostwach świata w szermierce w 1948 roku.